# Брезина (Требишов)
Брезина (слч. Brezina) насељено је мјесто са административним статусом сеоске општине (слч. obec) у округу Требишов, у Кошичком крају, Словачка Република.

## Становништво
| Година:    | 1994. | 2004.   | 2014.   | 2024.   |
| ---------- | ----- | ------- | ------- | ------- |
| Број људи: | 686   | 710     | 702     | 649     |
| Разлика:   |       | +3,49 % | -1,12 % | -7,54 % |

| Година:    | 2023. | 2024.   |
| ---------- | ----- | ------- |
| Број људи: | 648   | 649     |
| Разлика:   |       | +0,15 % |

Према подацима о броју становника из 2011. године насеље је имало 706 становника.